# 簡而清
簡而清（英語：Greenie Kan，1927年9月2日—2000年9月11日），香港出生。香港作家、馬評人。

## 生平
簡而清父母是越南華僑，父親簡經綸。簡而清家中九兄弟排行第八，因此有簡老八的稱號。簡而清在中國抗日戰爭時期長大，小學畢業後，便依靠自學，跟隨兄長學習英文。簡而清曾患上肺癆，其後治癒。
簡而清的知識廣博，範圍廣泛，家中藏書超過8萬冊。他曾寫過小說、散文、在《明報》寫專欄，做過食評人、影評人，亦曾從事麻將研究，於1989年亞洲電視遊戲節目《開枱》講解麻雀掌故。
簡而清對賽馬亦甚有研究，由於懂得英文，1949年已開始為報館寫馬評，與弟弟簡而和（簡老九）合辦馬迷服務社，出版每日出跳馬紀錄。
簡而清曾效力佳藝電視，除客串劇集角色外亦參予劇集（如《紅樓夢》）顧問，亦曾拍過電影，包括1983年與鍾楚紅、董驃合作演出的《田雞過河》。近年亦拍過《易經性經簡而清》DVD。
1980年代中期，當時電腦技術仍未普及於打印中文字，簡而清曾與中國內地生產商合作製成一部用筆描繪漢字的手提中文打字機，這在當年是科技上一個很大的突破。
1997年，簡而清與比他年輕37年的菲律賓籍女管家結婚。簡而清承認曾注射胎盤素保持青春，2000年7月再度前往四川成都接受胎盤素注射，但在注射療程期間發現患上肝癌末期，其後病情惡化，至2000年9月11日在重慶病逝。
簡而清與前妻育有一女簡欲靜（1966年—），她曾任香港貿易發展局華北、東北首席代表，現任太平洋咖啡市場及業務拓展區域總監。

## 電影

### 演出
- 雌雄變 (1974)
- 十三不搭 (1975)
- 大家樂 (1975)
- 星座奇趣錄 (1976)
- 出術 (1977)
- 打雀英雄傳 (1981)
- 82家房客 (1982)
- 青春1000日 (1982)
- 八彩林亞珍 (1982) 飾 鄧仁發
- 田雞過河 (1983) 飾 中發白
- 通天拍檔 (1984)
- 君子好逑 (1984)
- 多情種 (1984)
- 吃一碗茶 (1989) 飾 昌魯
- 表姐，妳玩嘢！ (1991)
- 痴情快婿 (1992) 飾 杭叔
- 7金剛 (1994)
- 水滸傳之英雄好色 (1999)

### 監製
- 水滸傳之英雄好色 (1999)

### 賭術顧問
- 打雀英雄傳 (1981)
- 不夜天 (1987)

## 著作
- 《雋永集》
- 《簡而清有味Joke》
- 《新有味Joke》
- 《翟隼彩虹戰士》
- 《不三不四》
- 《蠱惑英文》
- 《雲、紫、貓》
- 《開檯》
- 《麻雀法庭》
- 《麻雀秘笈》
- 《香港賽馬話舊》
- 《賽馬掌故》
- 《香港職業賽馬史大全1971-1997（中英對照）》

## 翻譯書籍
- 《爵士樂的故事》
- 《新世界的音樂》
- 《美國民間音樂》

## 外部連結
- 簡欲靜：動靜之間
- 簡而清在互联网电影资料库（IMDb）上的資料（英文）
- 簡而清在香港影庫上的簡介